# Angela Genger
Angela Genger (* 13. September 1947 in Düsseldorf) ist eine deutsche Historikerin und Gedenkstättenpädagogin, deren Arbeitsschwerpunkt die Zeit des Nationalsozialismus ist.

## Leben
Angela Genger studierte Geschichte, Politik und Erziehungswissenschaften an der Rheinischen Friedrich-Wilhelms-Universität Bonn und arbeitete anschließend am Deutschen Institut für wissenschaftliche Pädagogik in Münster, wo sie sich mit der Evaluation von Lehrerfortbildungen beschäftigte. 1980 wurde sie Leiterin der neu gegründeten Gedenkstätte Alte Synagoge Essen.
Von Januar 1988 an leitete sie als Gründungsdirektorin die Mahn- und Gedenkstätte Düsseldorf. Hier forschte sie zur Geschichte der Düsseldorfer Juden und deren Deportation in die Ghettos, zu Verfolgung und Widerstand sowie zur Gedenkstättenpädagogik und zu didaktischen und erinnerungskulturellen Zugängen zur NS-Vergangenheit. Darüber hinaus führte sie zahlreiche Interviews mit Holocaust-Überlebenden in aller Welt und veröffentlichte deren Erinnerungen, Tagebücher oder Briefwechsel.
Genger war 1995 Initiatorin und Gründungsmitglied des Arbeitskreises der NS-Gedenkstätten und -Erinnerungsorte in Nordrhein-Westfalen, dem sie bis 2002 vorstand. Ihr dortiger Nachfolger wurde Alfons Kenkmann (Münster). Als Leiterin der Düsseldorfer Gedenkstätte ging sie Ende 2010 in den Ruhestand. Sie gehört zu den Autoren des von den Stadtarchivaren Clemens von Looz-Corswarem und Benedikt Meurer 2012 herausgegebenen enzyklopädischen Nachschlagewerks Das große Düsseldorf-Lexikon.

## Ehrungen
Sie ist Ehrenmitglied des Förderkreises der Mahn- und Gedenkstätte Düsseldorf e.V.
Im September 2015 erhielt sie den Verdienstorden des Landes Nordrhein-Westfalen.
Am 10. November 2016 erhielt sie die Josef Neuberger Medaille der Jüdischen Gemeinde Düsseldorf.

## Werke
- Annette Kuhn, Gisela Haffmanns, Angela Genger: Historisch-politische Friedenserziehung. Unterrichtsmodelle zur Friedenserziehung. Kösel Verlag, München 1972
- Durch unsere Herzen ziehen die Jahrtausende: Briefe von Anna und Salomon Samuel 1933–1942 / hrsg. u. eingeleitet von Angela Genger, Essen 1988
- Dokumentation zur Ausstellung Widerstand und Verfolgung in Essen: 1933–1945, hrsg. Kulturamt d. Stadt Essen, bearb. Angela Genger, Essen 1981
- Angela Genger: Verfolgung und Widerstand in Düsseldorf 1933–1945. Düsseldorf 1990
- Angela Genger, Kerstin Griese (Hrsg.): Aspekte jüdischen Lebens in Düsseldorf und am Niederrhein. Vlg. Mahn- und Gedenkstätte, Düsseldorf 1997, ISBN 3-9805963-1-1.
- Forschen – Lernen – Gedenken: Bildungsangebote für Jugendliche und Erwachsene in den Gedenkstätten für die Opfer des Nationalsozialismus in Nordrhein-Westfalen / [Hrsg.: Arbeitskreis NS-Gedenkstätten NW e.V. Konzeption: Angela Genger; Kerstin Griese. Red. und Bearb.: Barbara Materne] 2002
- Novemberpogrom 1938 in Düsseldorf. Im Auftrag der Mahn- und Gedenkstätte Düsseldorf hrsg. von Angela Genger und Bastian Fleermann. Klartext-Verlag, Essen 2008.
- Angela Genger/Hildegard Jakobs (Hg.): Düsseldorf | Getto Litzmannstadt. 1941. Krefeld 2010.
- Stolpersteine: Erinnerung an Menschen aus Düsseldorf, Erkrath, Langenfeld, Mettmann, Monheim und Ratingen = Stumbling stones / Hildegard Jakobs ... (Hg.). Übers.: Marion Koebner. Hrsg. im Auftr. des Förderkreises der Mahn- und Gedenkstätte Düsseldorf e.V.